# Атанас Ганчев
Вижте пояснителната страница за други личности с името Атанас Атанасов.
Атанас Ганчев Атанасов е български ботаник, работил главно в областта на дендрологията.

## Биография
Атанас Ганчев е роден на 16 септември 1919 г. в село Мекиш (днес Обединение), Търновско. През 1942 г. завършва лесовъдство в Агрономо-лесовъдния факултет на Софийския университет „Свети Климент Охридски“.
Постъпва в университета като асистент по лесоустройство и горска таксация (1944). След това последователно е асистент по дендрология (1948), доцент по декоративна дендрология (1953) и професор (1964). Работил е като директор на Научноизследователския институт по горите при Българската академия на науките (1953 – 1956), ръководител на катедра Дендрология (1964 – 1970) във Висшия лесотехнически институт (сега Лесотехнически университет).
Научноизследователската работа на проф. Атанас Ганчев е в областта на интродукцията на ценни дървесни видове, екологията, биологията, таксономията на различни видове и хибридни тополи.
1. Ганчев, Ат.; Михайлов, Ил. – Числен метод за съставяне на видовочислени таблици, Годишник на СУ 1945/1946, Университетска печатница, С. 1946
2. Ганчев, Ат. – Сравнителни проучвания върху вкореняемостта на някои видове тополи, Известия на Биологически институт, т. IV, С. 1953
3. Ганчев, Ат. – Впечатлени от германската демократична република и нейното горско стопанство, сп. Горско стопанство, кн. 9, С. 1954
4. Ганчев, Ат.; Площакова, Л. – По въпроса за предпосевната подготовка на липовите семена, сп. Горско стопанство, кн. 6, С. 1955
5. Ганчев, Ат.; Добринов, Ив.; Нешев, С.; Москов Ив. – Ботаника с дендрология, Земиздат, С. 1956
6. Ганчев, Ат. – Поуки от конференцията по тополите в Будапеща, сп. Горско стопанство, кн. 1, С. 1957
7. Ганчев, Ат. – Есенен посев и стратификация на семена от планински ясен, явор и шестил с различна степен на зрялост, Известия на Института за гората, кн. V, С. 1957
8. Стефанов, Б.; Ганчев, Ат. – Дендрология, ДИСЛ, С. 1958
9. Стефанов, Б.; Ганчев, Ат. – Опит да се върне науката и практиката към времената на първобитния човек, сп. Горско стопанство, кн. 4, С. 1958
10. Ганчев, Ат.; Прокопиев Е.; Аладжов, В. – Декоративна дендрология, Замиздат, С. 1958
11. Ганчев, Ат.; Наумов, Здр.; Боджаков, П.; Добрев, Д.; Христосков, Х. и др. – Създаване на високопродуктивно тополово стопанство, ДИСЛ, С.1959
12. Ганчев, Ат.; Прокопиев Е. – Чуждоземни дървета и храсти в България, Институт за гората, БАН, С. 1959
13. Ганчев, Ат.; Площакова, Л. – Изучавания върху стратификацията на липовите семена с различна степен на зрелост, Известия на Института за гората, кн. V, С. 1959
14. Стефанов, Б.; Ганчев, Ат. – Резултати от опитите за култивирането на бамбука в България, Известия на Института за гората, кн. V, С. 1959
15. Стефанов, Б.; Ганчев, Ат. – Материали за проучване на върбите в България, Известия на Централни научноизследователски Институт за гората, кн. VI, С. 1960
16. Gancev, At. – Vyuziti druhu drevin k zelesnovani s ohledem na ziskavani vysoce jakostnich a vysoce produktivnich porostu v Bulharsku, Lesnictvi, Ceskoslovenske Akademie Zemedelskych Ved, Praha 1960
17. Ганчев, Ат.; Прокопиев Е.; Аладжов, В. – Декоративна дендрология, Замиздат, С. 1961
18. Боджаков, П.; Ганчев, Ат.; Прокопиев Е.; Попов, Ж. – Производство на декоративни дървесни и храстови фиданки, Земиздат, С. 1962
19. Ганчев, Ат.; Москов Ив.; Нешев, С.; Добринов, Ив. – Ботаника с дендрология, Земиздат, С. 1962
20. Ганчев, Ат. – Проучвания върху тополите от секция Aigeiros Duby  с оглед на тяхното култивиране и селекция, сб. Тополовият проблем в България, Земиздат, С. 1963
21. Ганчев, Ат.; Ганчев, П. – Някои морфологични, фенологични и растежни показатели за определяне на формовото разнообразие при смърчовите фиданки, сп. Горско стопанство, кн. 1, С. 1965
22. Ганчев, Ат.; Желев, Ив. – Естествени хибридни форми между зимния дъб и благуна, сп. Горско стопанство, кн. 6, С. 1965
23. Бижев, Б.; Ганчев, Ат.; Цонев, Д. – Нашите медоносни растения, Земиздат, С. 1966
24. Ганчев, Ат.; Москов Ив.; Добринов, Ив.; Нешев, С. – Ботаника с дендрология, Земиздат, С. 1967
25. Ганчев, Ат. – За значението на формовото разнообразие и сорта при горскодървесните видове, сп. Горско стопанство, кн. 9, С. 1967
26. Gantschev, At. – Die wichtigsten endemischen Geholze Sud-europas und ihre besondere Berucksichtigung in der Forstwirtschaft Bulgariens, Geholzkunde und Parkpflege, Deutscher Kulturbund, Berlin, 1968
27. Ганчев, Ат. – Резултати от култивирането на някои тополови хибриди, сп. Горско стопанство, кн. 9, С. 1968
28. Ганчев, Ат.; Ганчев, П. – За горската селекция и техническия прогрес, сп. Природа, БАН, кн. IV, С. 1969
29. Ганчев, Ат.; Йовов, Д. – За растежа на тополовите култури създадени от различни по височина фиданки и от резници, сп. Горско стопанство, кн. 4, С. 1970
30. Ганчев, Ат.; Прокопиев Е.; Аладжов, В. – Декоративна дендрология, Замиздат, С. 1971
31. Ганчев, Ат. – Декоративна дендрология, Замиздат, С. 1972